# Progressione del record mondiale del pentathlon

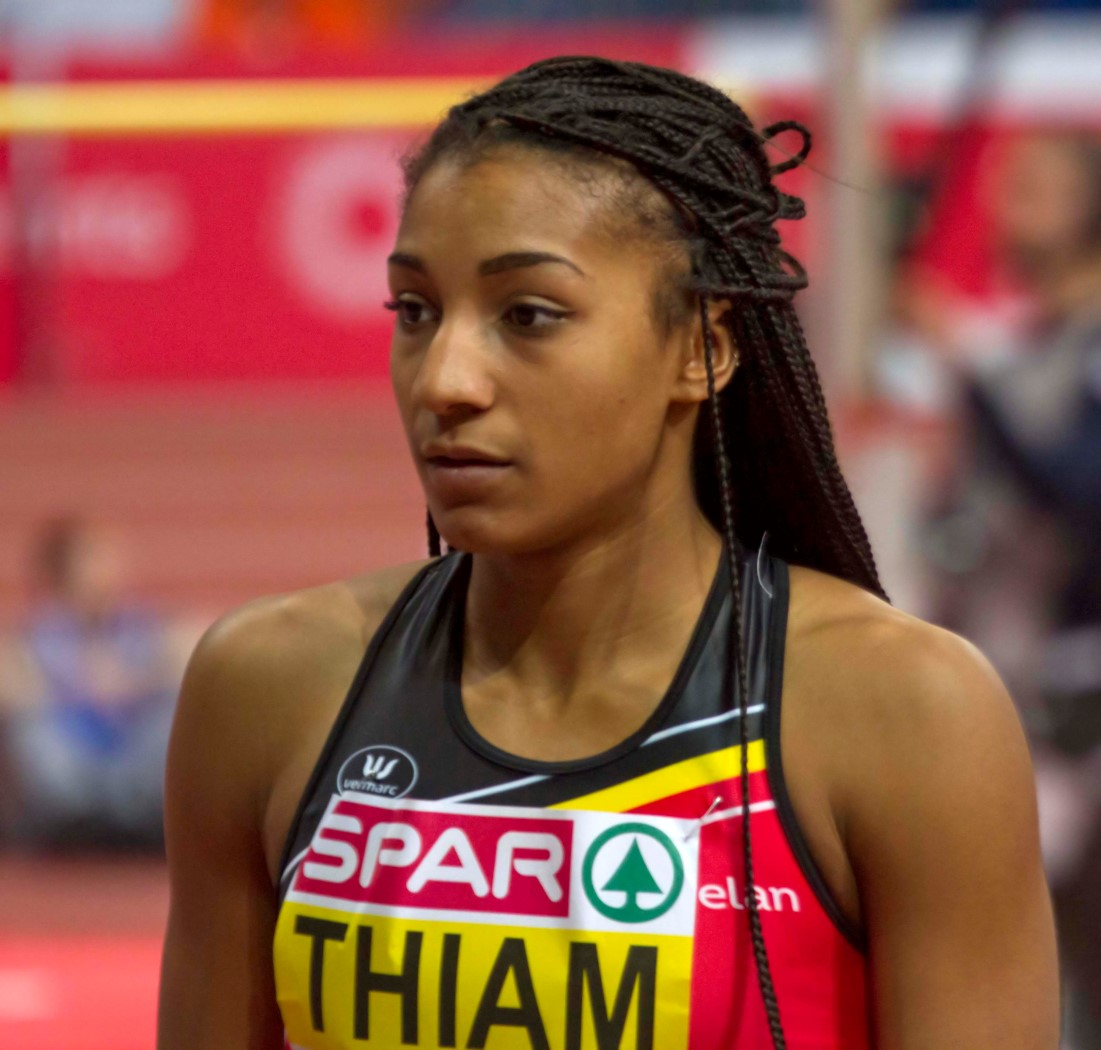
Nafissatou Thiam, detentrice del record mondiale della specialità

La voce seguente illustra la progressione del record mondiale del pentathlon femminile indoor di atletica leggera.
Il primo record mondiale femminile venne riconosciuto dalla federazione internazionale di atletica leggera nel 1990. Ad oggi, la World Athletics ha ratificato ufficialmente 5 record mondiali di specialità.

## Progressione
| Punti | Atleta              | Nazione           | Luogo                    | Data             | Note |
| ----- | ------------------- | ----------------- | ------------------------ | ---------------- | ---- |
| 4 215 | Odile Lesage        | Francia           | Nogent-sur-Oise, Francia | 11 febbraio 1990 |      |
| 4 726 | Liliana Năstase     | Romania           | Bucarest, Romania        | 26 gennaio 1992  |      |
| 4 991 | Irina Belova        | Squadra Unificata | Berlino, Germania        | 15 febbraio 1992 |      |
| 5 013 | Natalija Dobryns'ka | Ucraina           | Istanbul, Turchia        | 9 marzo 2012     |      |
| 5 055 | Nafissatou Thiam    | Belgio            | Istanbul, Turchia        | 3 marzo 2023     |      |